# Justynian Niemirowicz-Szczytt (1814–1894)

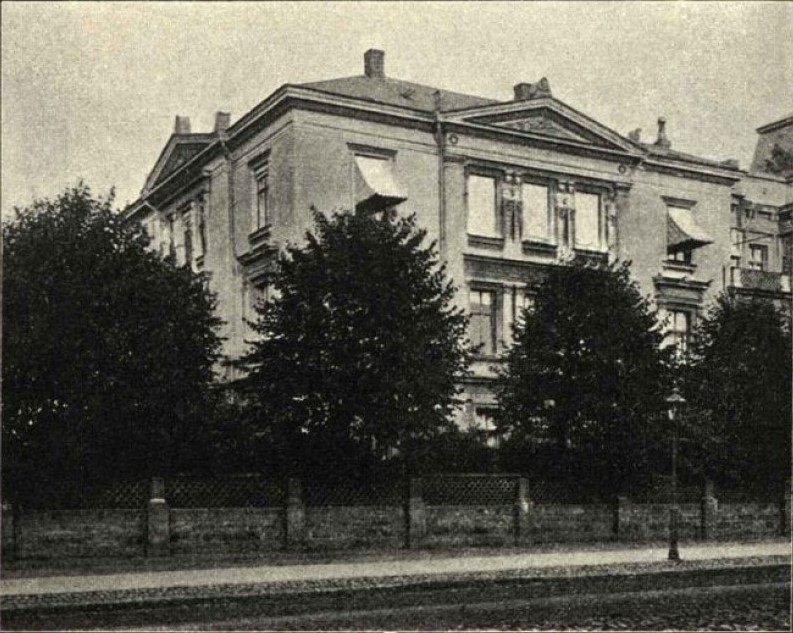
Haus Szczytt – rezydencja Justyniana Niemirowicza-Szczytta w Rydze. Budynek z II poł. XIX w. wg projektu Roberta Pfluga.

Justynian Mikołaj Józef Niemirowicz-Szczytt (Justynian Szczytt, Justinian von Szczytt) herbu Jastrzębiec (ur. 11 stycznia 1814 w Sokoliszczu, zm. 1894 w Rydze) – marszałek witebski, marszałek drysieński, filantrop, polski działacz społeczny w Rydze, fundator kaplicy w Kościele Matki Boskiej Bolesnej w Rydze

## Życiorys
Urodził się w majątku rodzinnym Sokoliszcze w pow. połockim. Pochodził z linii tabołockiej Niemirowiczów-Szczyttów.
Był jedynym synem marszałka połockiego i chorążego drysieńskiego Tadeusza Niemirowicza-Szczytta (1778-1840 w Sokoliszczu, poch. w Wołyńcach) i Eweliny z domu Hurko-Romeyko (zm. 1821 w Rzymie). Wnuk pisarza skarbowego litewskiego Justyniana Niemirowicza-Szczytta i wicegubernatora mitawskiego Józefa Hurko-Romeyko. Miał jedną siostrę Katarzynę, która zmarła jako panna. Justynian był bratem stryjecznym zesłańca księdza Jana Niemirowicza-Szczytta i bratem ciotecznym feldmarszałka gen. Józefa Hurko.
Dziedzic rozległych dóbr: Justynianowa – który odziedziczył po bezdzietnej śmierci swego stryja marszałka dryssieńskiego Jana Niemirowicza-Szczytta (zm. 1851), ożenionego z Anną z d. Bobrowską (zm. 1866 w Krasławiu), Kazulina, Kobuliszczny, Annopola, Sokoliszcz w Połockiem.
Posiadał w Rydze rezydencję w stylu pałacu miejskiego (tzw. Haus Szczytt) przy Bulwarze Todlebena 1 (obecnie Kalpaka bulvāris 1), wzniesioną w II poł XIX w. wg projektu Roberta Pfluga. Haus Szczytt uznawany jest za jeden z najlepszych projektów budynków mieszkalnych autorstwa Pfluga. Obecnie w budynku mieści się Ambasada Finlandii na Łotwie.

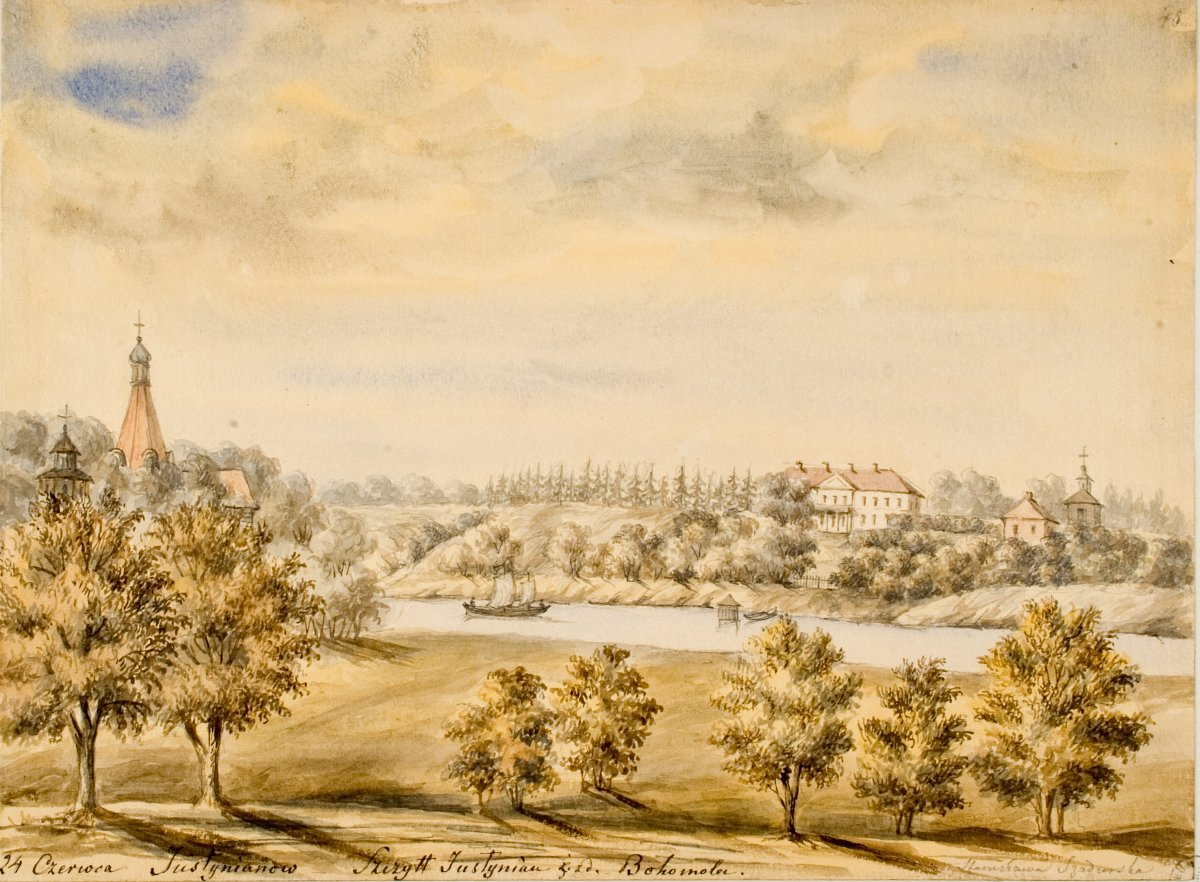
Widok na pałac w Justynianowie Justyniana Niemirowicza-Szczytta (1814-1894), ożenionego z Józefiną z Bohomolców. Akwarela Napoleona Ordy między 1856 a 1883 rokiem.

Marszałek witebski i drysieński.

## Działalność dobroczynna i społeczna
Wspierał społeczność polską i walkę z ubóstwem w Rydze. Zasłużony działacz Ryskiego Rzymsko-Katolickiego Towarzystwa Dobroczynności. W 1878 r. za zasługi w pracy społecznej Justynian Niemirowicz-Szczytt i jego krewny Józef Niemirowicz-Szczytt z Tabołek (w 1880 r. wybrany na Prezesa Towarzystwa) zostali jako jedni z pierwszych honorowymi członkami Ryskiego Rzymsko-Katolickiego Towarzystwa Dobroczynności.
Jeden z najhojniejszych w historii darczyńców Ryskiego Rzymsko-Katolickiego Towarzystwa Dobroczynności. W 1887 r. ofiarował Towarzystwu olbrzymie jak na ówczesne czasy środki (10 600 rubli) na edukację najbiedniejszych dzieci z rodzin robotniczych. Z jego inicjatywy i funduszy utworzono oddziały szkółek elementarnych na Mitawskim Przedmieściu w Rydze. Ponownie w 1894 r., na kilka miesięcy przed śmiercią, przekazał Towarzystwu 10 000 rubli na rzecz budowy ochronki dla dziewcząt. Wspierał również osobiście wielu ubogich.
Uczestniczył w pracach nad wzniesieniem nowego kościoła polskiego w Rydze. Członek ustanowionego w 1889 r. Komitetu budowy kościoła św. Franciszka. Wraz z rodziną ufundował cztery witraże w nowo powstałym kościele. Z fundacji rodziny Niemirowiczów-Szczyttów (Szczyttów) i Szemiotów powstały witraże: św. Emilii, św. Józefa, św. Stanisława biskupa oraz Michała Archanioła.
Justynian Niemirowicz-Szczytt wraz z małżonką Józefą z Bohomolców oraz Marią z Niemirowiczów-Szczyttów Szemioth (wdową po byłym marszałku szawelskim Józefie Szemioth z Dykteryszek) ufundował w Kościele Matki Boskiej Bolesnej w Rydze wspaniałą, wysoko sklepioną kaplicę w stylu odrodzenia włoskiego. Kaplicę wzniesiono w latach 1895–1896 na miejscu wyburzonej zrujnowanej kaplicy z 1836 r. (wybudowanej przez Dominikanów ryskich kosztem Baldaszewskiego). W kaplicy znajdowały się trzy bogate ołtarze. Połączona była z kościołem parafialnym wysoką arkadą i pięknie kutą furtą przejrzystą. Kaplica została poświęcona w 1896 r. w dniu Zesłania Ducha Świętego.

## Rodzina
25 sierpnia 1836 r. poślubił Józefę (Józefinę) Bohomolec herbu Bogorya (zm. 9 sierpnia 1902 w Rydze), córkę marszałka gubernialnego witebskiego Romualda Bohomolca (bratanka Franciszka Bohomolca), właściciela dóbr Rozentowo w pow. rzeżyckim, i Teresy Felkerzamb herbu własnego. Józefa była wnuczką Piotra Tadeusza Bohomolca.
Z Józefą miał syna Jana (ur. 1840) – zmarłego młodo; i córkę Katarzynę (ur. 1838 w Sokoliszczu, zm. 1888 w Warszawie). Katarzyna w 1859 r. w Justynianowie poślubiła Władysława hr. Mostowskiego (zm. 1863 w Szwajcarii), wnuka Józefa Mostowskiego. Z Władysławem hr. Mostowskim miała dwie córki: Klementynę (1862 – 1893) – żonę Gustawa hr. Rawita-Ostrowskiego, i Marię (1864 – 1920) – żonę Janusza Fryderyka ks. Radziwiłła (syna Fryderyka Wilhelma Radziwiłła). W 1874 r. w Justynianowie Katarzyna powtórnie wyszła za mąż za Adama Hrebnickiego, dziedzica dóbr Orzechowno, Terespol i in., syna marszałka lepelskiego Justyna Hrebnickiego. Z Adamem Hrebnickim Katarzyna miała synów Justyna (ur. 1875) i Jana (ur. 1877).
Justynian Niemirowicz-Szczytt zmarł w sierpniu 1894 r. Pochowany na nowym cmentarzu katolickim w Rydze.